# Bjørn Stenersen
Pour les articles homonymes, voir Stenersen.
Bjorn Stenersen est un coureur cycliste norvégien né le 9 février 1970 à Bergen et mort le 16 septembre 1998 à Trondheim.

## Palmarès sur route
- 1987
  -  Champion de Norvège sur route juniors
- 1988
  -  Champion de Norvège du contre-la-montre juniors
- 1989
  -  Champion de Norvège du contre-la-montre
  -  Champion de Norvège du contre-la-montre par équipes
  - 3e du Tour des Baltiques
- 1990
  -  Champion de Norvège sur route
  -  Champion de Norvège du contre-la-montre par équipes
  - 2e du Tour de Rhénanie-Palatinat
  - 3e du Grand Prix de France
  - 10e du championnat du monde sur route amateurs
- 1991
  -  Champion de Norvège du contre-la-montre
  -  Champion de Norvège du contre-la-montre par équipes
  - 2e et 6e étapes du Tour de Norvège
  - 2e du Tour de Norvège
  - 2e du Grand Prix de Lillers
  - 2e du championnat des Pays nordiques du contre-la-montre par équipes
  - 2e de Paris-Connerré
  -  Médaillé de bronze du contre-la-montre par équipes aux championnats du monde amateurs
  - 3e du Grand Prix des Nations amateurs
- 1992
  -  Champion de Norvège du contre-la-montre
  - 5e étape du Tour de Norvège
  - 2e du Tour de Norvège
  - 3e de Bourg-Oyonnax-Bourg
- 1996
  -  Champion de Norvège du contre-la-montre par équipes
- 1997
  -  Champion de Norvège du contre-la-montre par équipes

## Palmarès sur piste
- 1988
  -  Champion de Norvège du kilomètre juniors
  -  Champion de Norvège de poursuite juniors